# Karl Max Schneider

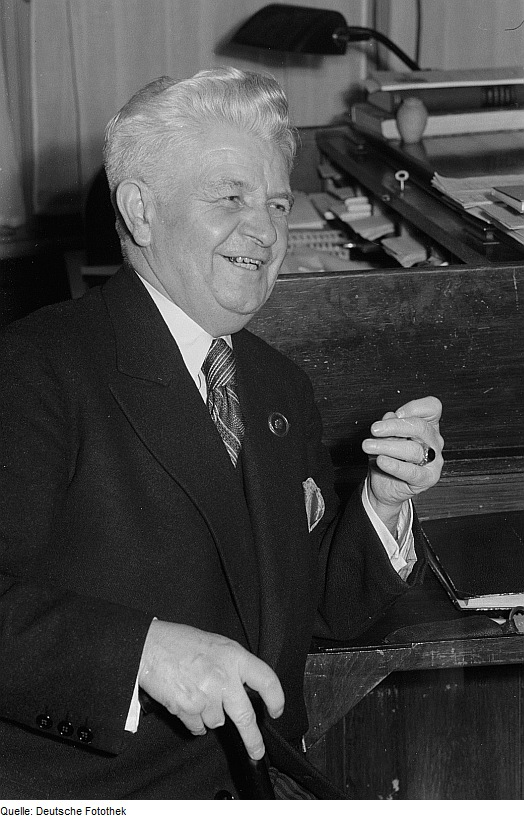
Karl Max Schneider, 1952

Karl Max Schneider (* 13. März 1887 in Callnberg; † 26. Oktober 1955 in Leipzig) war ein deutscher Zoodirektor und Geisteswissenschaftler.

## Lebenslauf

### Schulzeit und Studium

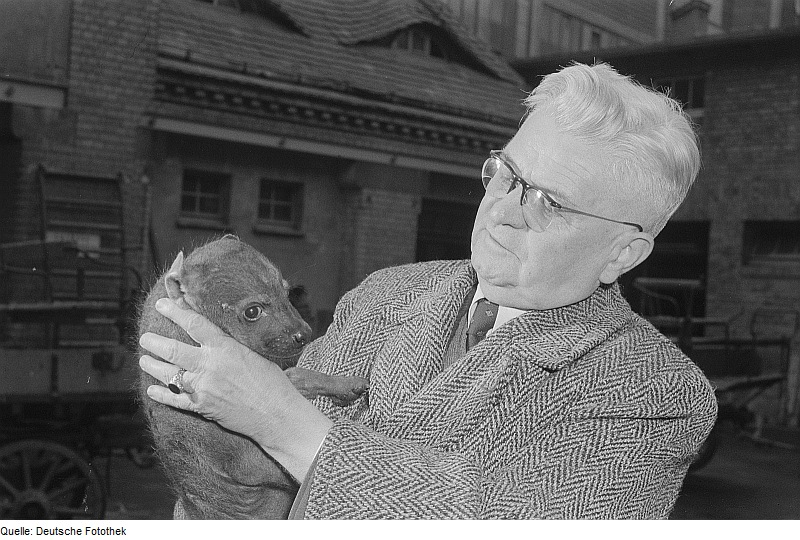
Schneider mit einer Hyäne, 1953

Schneider wurde am 13. März 1887 als Sohn eines Kaufmanns geboren. Als Bruder von sechs Geschwistern besuchte er bis 1901 die Volksschule in seiner Heimatstadt. Ab 1901 lernte er auf dem Fürstlich-Schönburgischen Lehrerseminar zu Waldenburg. Wie seine Geschwister erlernte er den Lehrerberuf. Als Lehrer wurde er 1908 bis 1910 in Meerane zur Aushilfe angestellt. 1912 bestand er das Abitur am Realgymnasium Freiberg. Er studierte bereits ab 1910 an der Leipziger Universität, wo er ein naturwissenschaftliches Studium absolvierte. Im Dezember 1913 stellte er seine Doktorarbeit „Die erkenntnistheoretischen Grundlagen in Rickerts Lehre von der Transzendenz“ fertig, konnte damit aber aufgrund des Ersten Weltkrieges erst 1918 zum Dr. phil. promovieren. Im August 1914 wurde Schneider zum Frontdienst eingezogen. Ein Jahr später musste sein linker Unterschenkel nach einer schweren Verwundung amputiert werden. Bei Kriegsende war er zunächst Assistent im Zoologischen Institut der Universität Frankfurt am Main.

### Zoo Leipzig
1919 kehrte er zurück nach Leipzig, wo er als Volontär-Assistent am psychologischen Institut der Universität angestellt wurde. Ab 1920 war er Assistent im Leipziger Zoo, 1934 wurde er dort zum Direktor berufen. Zum 1. Mai 1937 trat er der NSDAP bei. Sein Interesse galt vor allem der Löwenaufzucht. Der Leipziger Zoo exportierte Großkatzen sogar nach Afrika. Unter Schneider erreichte der Zoo Weltgeltung. Schneider wurde 1952 zum Vizepräsidenten der Internationalen Union von Direktoren Zoologischer Gärten gewählt. 1952 wurde er zum Mitglied der Deutschen Akademie der Naturforscher Leopoldina gewählt. Im folgenden Jahr erhielt er die Präsidentschaft über den Verband Deutscher Zoodirektoren und den Professorentitel. Er bekam außerdem die Ehrenbürgerwürde der Stadt Leipzig verliehen und wurde mit dem Nationalpreis der DDR ausgezeichnet. Schneider leitete den Leipziger Zoo bis zu seinem Tod am 26. Oktober 1955. Seit 1956 steht im Zoo eine Büste von Schneider. Heute befindet sie sich nahe dem Eingang zum Entdeckerhaus Arche, dem ehemals Neuen Raubtierhaus, dem Ort der damaligen Löwenzucht.

## Schaffen von Schneider

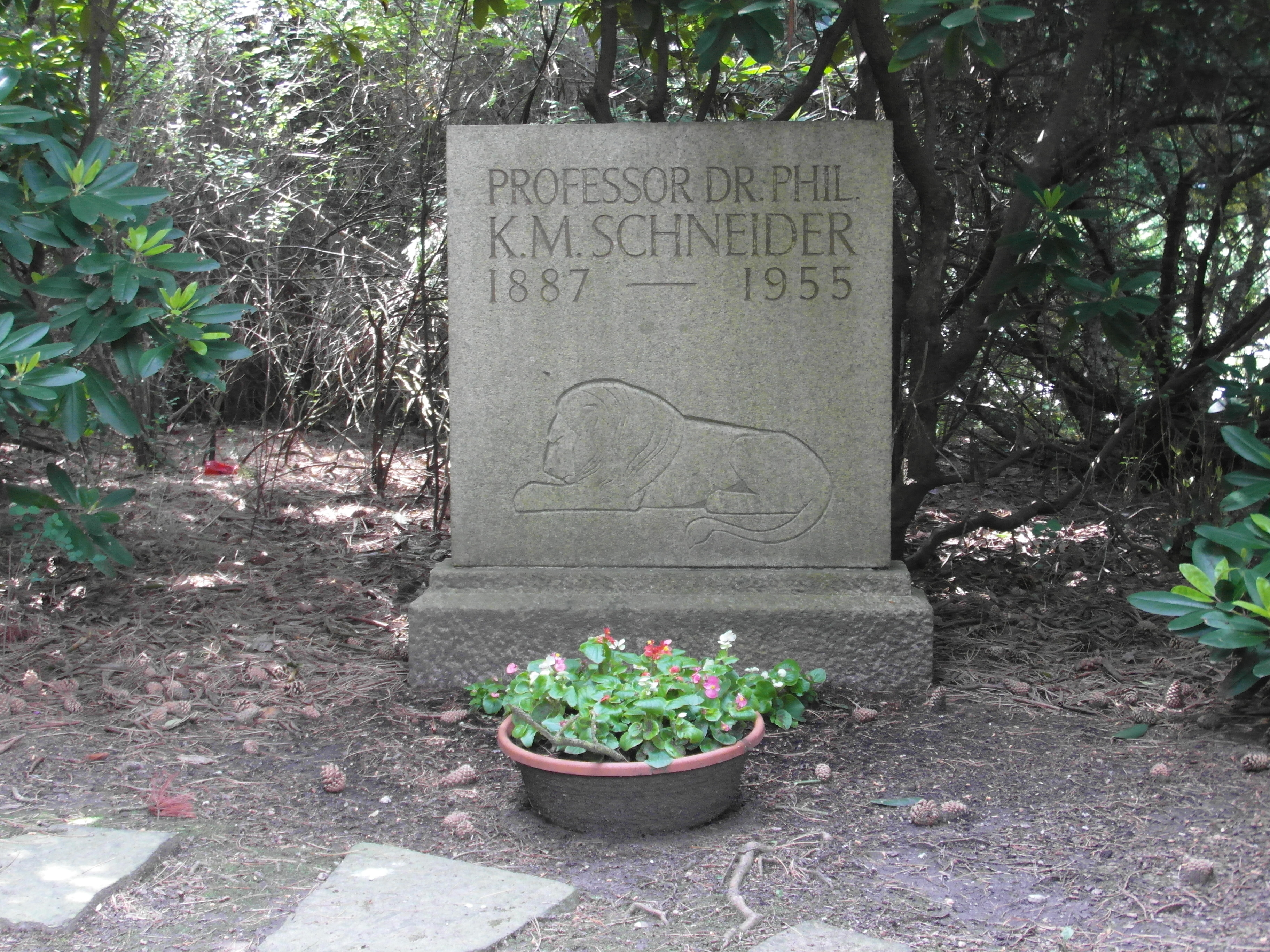
Grabstätte Karl Max Schneider auf dem Südfriedhof Leipzig, 2014

Karl Max Schneider befasste sich ausgiebig mit der Psychologie der Tiere und deren Aufzucht. In der Leipziger Volkszeitung wurden regelmäßig Schriften über den Zoo veröffentlicht, die Schneider ab 1913 verfasste. Die artgerechte Aufzucht und Freilassung von in Gefangenschaft geborenen Löwen wird als eines der größten Verdienste von Schneider angesehen. Er trug damit zum Schutz der Löwen und zu deren Rettung vor dem Aussterben bei. Neben wissenschaftlichen Publikationen schrieb Schneider mehrere populärwissenschaftliche Bücher zu zoologischen Themen, deren Herausgabe seine engste Mitarbeiterin Ingeborg von Einsiedel übernahm. Schließlich erkannte der engagierte Wissenschaftler auch die populäre Wirkung des noch jungen Fernsehens und begründete die Sendereihe Der gefilmte Brehm im Deutschen Fernsehfunk (DFF).
In der Zoologie erreichte Schneider durch sein Wirken weltweite Anerkennung. In mehreren Städten – wie auch in seinem Geburtsort – wurden Straßen nach dem Zoologen benannt. Schulen wie das Prof.-Dr.-Max-Schneider-Gymnasium in Lichtenstein tragen seinen Namen. 1954 wurde er mit dem Vaterländischen Verdienstorden in Silber ausgezeichnet.

## Karl-Max-Schneider-Stiftung
Die Karl-Max-Schneider-Stiftung bewahrt seinen Nachlass, macht diesen der Öffentlichkeit zugänglich und schreibt jährlich einen Karl-Max-Schneider- und einen Ingeborg-von-Einsiedel-Preis aus.

## Belege
1. ↑  Geralf Gemser: "Unser Namensgeber" – Widerstand, Verfolgung und Konformität 1933–1945 im Spiegelbild heutiger Schulnamen. München 2009. S. 56
2. ↑  Mitgliedseintrag von Karl Max Schneider bei der Deutschen Akademie der Naturforscher Leopoldina, abgerufen am 22. Juni 2016.
3. ↑  http://www.zoo-ag.de/KarlMaxSchneider/index.html
4. 1 2  Gymnasium Lichtenstein (Memento vom 17. Januar 2016 im Internet Archive)
5. ↑  Neues Deutschland, 7. Oktober 1954, S. 4
6. ↑  Karl-Max-Schneider-Stiftung

| Personendaten    | Personendaten                                    |
| ---------------- | ------------------------------------------------ |
| NAME             | Schneider, Karl Max                              |
| KURZBESCHREIBUNG | deutscher Zoodirektor und Geisteswissenschaftler |
| GEBURTSDATUM     | 13. März 1887                                    |
| GEBURTSORT       | Callnberg                                        |
| STERBEDATUM      | 26. Oktober 1955                                 |
| STERBEORT        | Leipzig                                          |